# Liste der Baudenkmäler in Pentling
Auf dieser Seite sind die Baudenkmäler in der Oberpfälzer Gemeinde Pentling zusammengestellt. Diese Tabelle ist eine Teilliste der Liste der Baudenkmäler in Bayern. Grundlage ist die Bayerische Denkmalliste, die auf Basis des Bayerischen Denkmalschutzgesetzes vom 1. Oktober 1973 erstmals erstellt wurde und seither durch das Bayerische Landesamt für Denkmalpflege geführt wird. Die folgenden Angaben ersetzen nicht die rechtsverbindliche Auskunft der Denkmalschutzbehörde.

## Baudenkmäler nach Ortsteilen

### Pentling
| Lage                                    | Objekt                                        | Beschreibung | Akten-Nr.    | Bild                |
| --------------------------------------- | --------------------------------------------- | --- | ------------ | ------------------- |
| Hauptstraße 1 (Standort)                | Kapelle St. Maria                             | Rundbau mit Kegeldach, 1649; mit Ausstattung. | D-3-75-180-2 | Kapelle St. Maria   |
| Hauptstraße 1; Schulstraße 4 (Standort) | Zugehörige Hofmauer                           | Sog. Altes Tor, mit gefaster und rundbogiger Durchfahrt und Fußgängerpforte, 16. Jahrhundert.                                                            | D-3-75-180-4 | Zugehörige Hofmauer |
| Hauptstraße 2 (Standort)                | Ehemaliges Gasthaus                           | Zweigeschossiger Walmdachbau im Ecklage, mit Kastenerker und Wappen von St. Emmeram, um 1720.                                                            | D-3-75-180-3 | Ehemaliges Gasthaus |
| Schulstraße 10 (Standort)               | Katholische Filialkirche St. Johannes Baptist | Saalbau mit eingezogenem Chor und Flankenturm mit Treppengiebel, 16. Jahrhundert, im Kern älter, Umbauten 1697 und 1789, Langhaus 1931; mit Ausstattung. | D-3-75-180-1 | weitere Bilder      |

### Graßlfing
| Lage                    | Objekt                                | Beschreibung | Akten-Nr.    | Bild                                  |
| ----------------------- | ------------------------------------- | --- | ------------ | ------------------------------------- |
| Kirchenweg 2 (Standort) | Katholische Filialkirche St. Nikolaus | Chorturmkirche mit Satteldach und Portal, romanisch, um 1200, verändert um 1700; Friedhofsmauer, nachmittelalterlich. | D-3-75-180-5 | Katholische Filialkirche St. Nikolaus |

### Großberg
| Lage                              | Objekt   | Beschreibung | Akten-Nr.    | Bild |
| --------------------------------- | -------- | --- | ------------ | ---- |
| An der Steinernen Bank (Standort) | Wegkreuz | Sogenanntes Heinrichskreuz, Korpus im Dreinageltypus, 15. Jahrhundert auf gefastem Pfeiler mit Initialen des 18. Jahrhunderts, davor zugehörige Steinbank. | D-3-75-180-6 | BW   |

### Hohengebraching
| Lage                                            | Objekt                                    | Beschreibung | Akten-Nr.     | Bild           |
| ----------------------------------------------- | ----------------------------------------- | --- | ------------- | -------------- |
| Kirchplatz 2 (Standort)                         | Katholische Pfarrkirche Mariä Himmelfahrt | Saalbau mit Halbwalm- und Walmdach, Flankenturm mit Zwiebelhaube und Putzgliederungen, neubarock, 1910–12 von Heinrich Hauberrisser, Langhaus im Kern 1783–85; mit Ausstattung; Reste der Friedhofsmauer, wohl 18. Jahrhundert. | D-3-75-180-7  | weitere Bilder |
| Kirchplatz 3 (Standort)                         | ehemaliges Schul- und Mesnerhaus          | zweigeschossiger Walmdachbau mit segmentbogigen Fenstern, um 1860 im Kern vermutlich älter, Einfriedung teilweise mit Gusseisenzaun. | D-3-75-180-25 | BW             |
| Kirchplatz 5 (Standort)                         | Pfarrhof                                  | Zweigeschossiger und giebelständiger Satteldachbau mit Putzgliederungen, Neurenaissance, bez. 1864; Pfarrhofmauer, teilweise mit Gusseisenzaun, 19. Jahrhundert. | D-3-75-180-10 | Pfarrhof       |
| Kirchplatz 4 - 8; Schloßstraße 4 - 6 (Standort) | Schloss                                   | Ehemaliger Sommersitz der Abtei St. Emmeram; Altes Schloss mit ehemaliger Gaststätte, zweigeschossiger und traufständiger Satteldachbau, bezeichnet 1834, im Kern wohl 16./17. Jahrhundert, rechtwinklig angeschlossen eingeschossiger und giebelständiger Querflügel mit Walmdach und Kelleranlagen; ehemalige Brauerei, zweigeschossiger Flachsatteldachbau mit segmentbogigen Öffnungen und Klinkergliederung, um 1880; Hofmauer mit Gedenktafel von 1814; Neues Schloss, dreigeschossiger Satteldachbau mit Giebelfront und Wappentafel, 1727, mit älteren Bauteilen von 1573 und 1670; Hoftor mit Einfahrt, Fußgängerpforte und Wappentafel, bez. 1574; Anbau des Neuen Schlosses (Hs. Nr. 8) dreigeschossiger Satteldachbau mit Treppenhaus unter Schleppdach, im Kern 15./17. Jahrhundert; Stadel mit Tenne und Satteldach, wohl 16./17. Jahrhundert; Schlossmauer mit Pfeilern und Pyramidenaufsätzen, 18. Jahrhundert. | D-3-75-180-8  | weitere Bilder |

### Matting
| Lage                                         | Objekt                               | Beschreibung | Akten-Nr.     | Bild           |
| -------------------------------------------- | ------------------------------------ | --- | ------------- | -------------- |
| An der Donau 21 (Standort)                   | Gasthaus                             | Zweigeschossiger Flachsatteldachbau mit Kniestock und Putzgliederungen, im Kern 15./16. Jahrhundert, Fresken in der ehemaligen Weinstube 1607/08. | D-3-75-180-12 | Gasthaus       |
| An der Donau 25, Nähe Speicherweg (Standort) | Bauernhof                            | Wohnhaus eingeschossiger und traufständiger Flachsatteldachbau mit Kniestock, 16./17. Jahrhundert; Kornspeicher, zweigeschossiger und traufständiger Satteldachbau mit Spitzbogentür, Bruchstein, 16./17. Jahrhundert; Austragshäusel, eingeschossiger und gestelzter Satteldachbau, 18./19. Jahrhundert; Stadel, Blockbau mit Halbwalmdach und Remisenanbau, Ständerbau mit Satteldach und massivem Stallteil, Anfang 19. Jahrhundert; Abschnitt der Hofmauer, 16./17. Jahrhundert. | D-3-75-180-13 | BW             |
| Fährenweg 2 (Standort)                       | Katholische Pfarrkirche St. Wolfgang | Chorturmkirche, Turm 12. Jahrhundert, Langhaus 1740, mit Hochwassermarken von 1784 und 1845; mit Ausstattung; Leichenhaus, Satteldachbau mit Spitzbogentür, spätmittelalterlich; Friedhofsmauer mit Tor, spätgotisch und barock. | D-3-75-180-11 | weitere Bilder |
| Speicherweg 3a (Standort)                    | Bauernhaus                           | Zweigeschossiger Wohnstallbau mit Flachsatteldach, 17. /18. Jahrhundert. | D-3-75-180-14 | BW             |
| Speicherweg 10 (Standort)                    | Bauernhaus                           | Zweigeschossiger und giebelständiger Flachsatteldachbau mit spitzbogiger Tür, spätgotisch, wohl 16. Jahrhundert. | D-3-75-180-16 | BW             |
| Wirtsweg 2 (Standort)                        | Bauernhaus                           | Zweigeschossiger und giebelständiger Satteldachbau, 16./17. Jahrhundert, mit zweigeschossigem Anbau mit Satteldach, wohl 18. Jahrhundert. | D-3-75-180-17 | BW             |
| Wolfgangstraße 22 (Standort)                 | Pfarrhof                             | Pfarrhaus, zweigeschossiger und traufständiger Halbwalmdachbau, 2. Hälfte 18. Jahrhundert; Pfarrstadel, giebelständiger Halbwalmdachbau mit korbbogiger Einfahrt, 18./19. Jahrhundert; Hofeinfriedung, Mauer mit Pfeilern und Deckplatten, 18./19. Jahrhundert. | D-3-75-180-19 | Pfarrhof       |

### Poign
| Lage                   | Objekt               | Beschreibung                                                                               | Akten-Nr.     | Bild                 |
| ---------------------- | -------------------- | ------------------------------------------------------------------------------------------ | ------------- | -------------------- |
| Talstraße 4 (Standort) | Hofkapelle St. Maria | Saalbau mit eingezogener Apsis mit Putzgliederungen, neugotisch, um 1850; mit Ausstattung. | D-3-75-180-20 | Hofkapelle St. Maria |

### Schwalbennest
| Lage                | Objekt                   | Beschreibung                                                           | Akten-Nr.     | Bild                     |
| ------------------- | ------------------------ | ---------------------------------------------------------------------- | ------------- | ------------------------ |
| Weinberg (Standort) | Gedenktafel              | für Heinrich Hoppe am sog. Schutzfelsen, 1790, erneuert 1890.          | D-3-75-180-22 | Gedenktafel              |
| Weinberg (Standort) | Grottenkapelle im Felsen | mit korbbogiger Nische und Giebel mit Figurennischen, 18. Jahrhundert. | D-3-75-180-21 | Grottenkapelle im Felsen |

### Seedorf
| Lage                  | Objekt            | Beschreibung                                                 | Akten-Nr.     | Bild              |
| --------------------- | ----------------- | ------------------------------------------------------------ | ------------- | ----------------- |
| In Seedorf (Standort) | Kapellenbildstock | mit Satteldach und rechteckiger Bildnische, 19. Jahrhundert. | D-3-75-180-23 | Kapellenbildstock |